# Forces armées vénézuéliennes

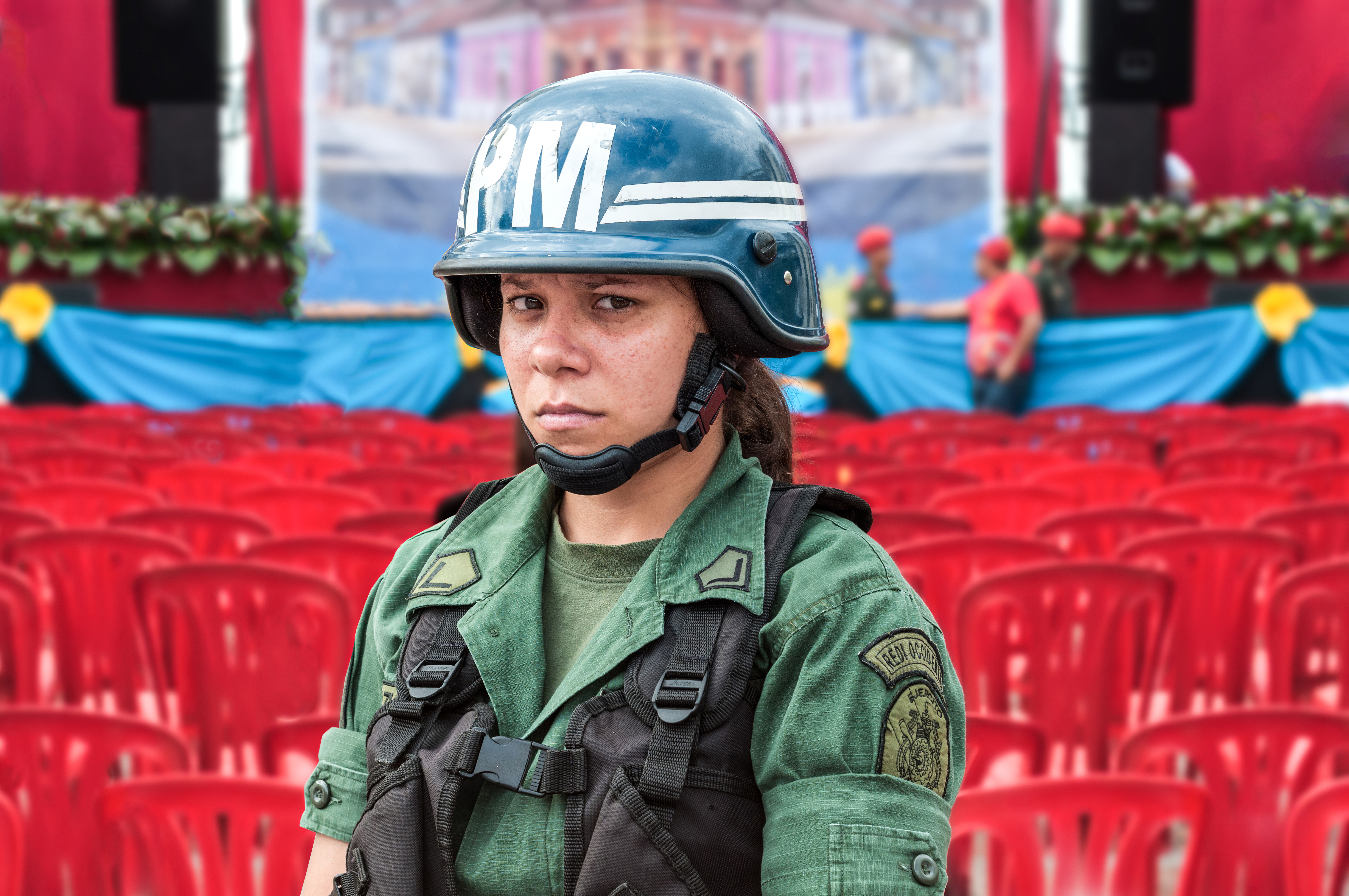
Un membre des forces armées vénézuéliennes, en service lors d'un meeting présidentiel, en décembre 2012.

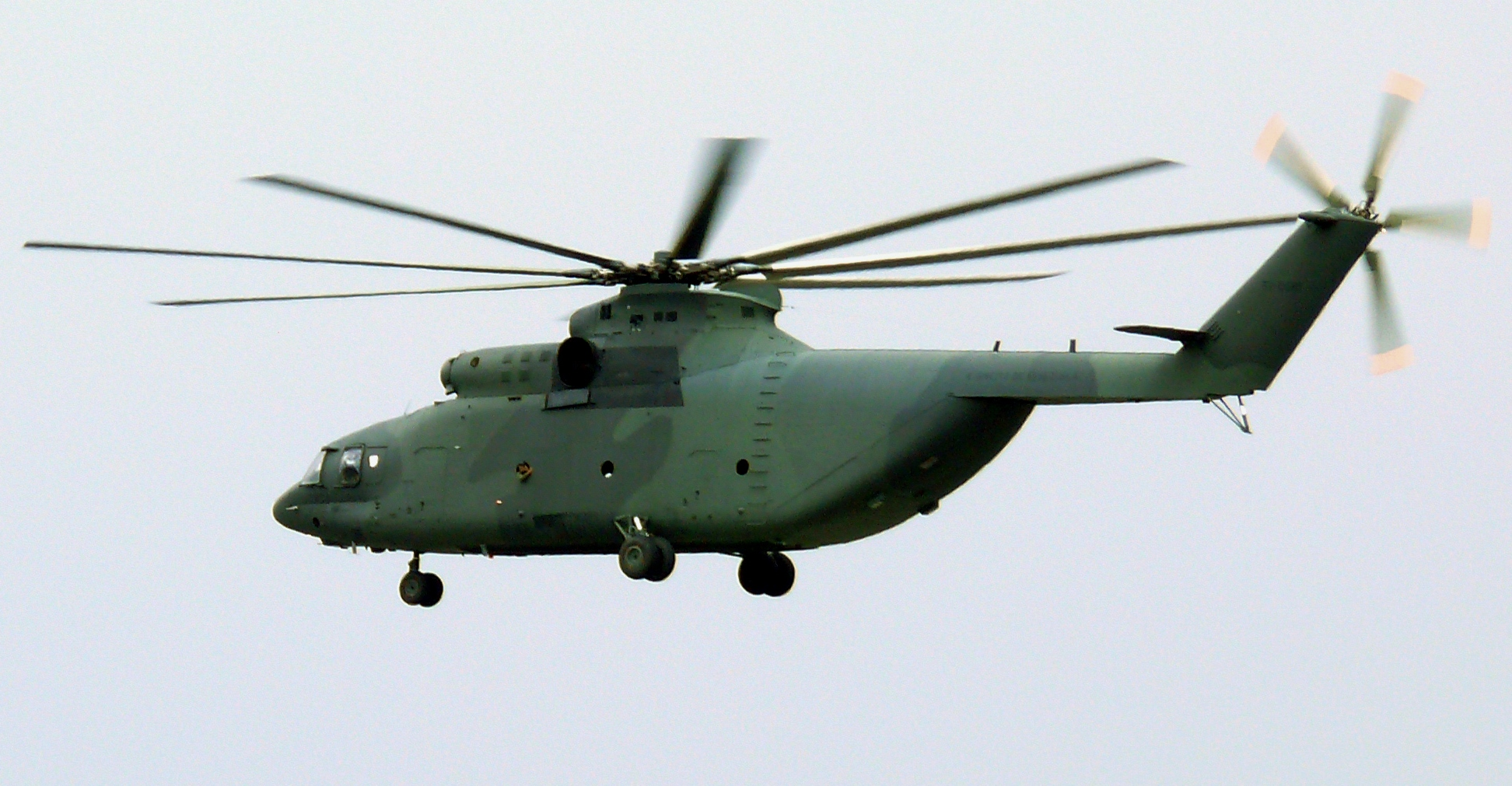
Un hélicoptère de transport Mi-26 lors d'une parade militaire à Caracas.

L'Armée vénézuélienne, officiellement la Force armée nationale bolivarienne (espagnol : Fuerza Armada Nacional Bolivariana, FANB) est la force militaire du Venezuela. La FANB est contrôlée par le commandant en chef (le président), le ministre de la Défense et le Commandement stratégique opérationnel. Ses forces constituantes sont l'armée de terre, la marine, l'armée de l'air et la garde nationale, complétées par la milice nationale ; cette force est principalement axée sur la sécurité intérieure. 

## Commandement
Le président de la république bolivarienne du Venezuela a le grade militaire de commandant en chef et constitue la plus haute autorité hiérarchique des FANB. Il exerce une ligne de commandement directe par l'intermédiaire du commandant stratégique opérationnel ou d'un autre officier actif. Le Commandement opérationnel stratégique (espagnol : Comando Estratégico Operacional) est l'organisme combiné d'intégration stratégique de commandement et de contrôle de la FANB. 
Le ministère du pouvoir populaire pour la Défense est l'organe administratif suprême de la défense militaire de la nation, chargé de la planification et des stratégies du secteur de la Défense. L'État-major supérieur de la FANB est l'organe consultatif du ministère du pouvoir populaire pour la Défense. 

## Historique
Les forces de l'empire espagnol forment au XVIIIe siècle les premières forces militaires organisées dans ce qui est alors la province du Venezuela : les premières unités d'infanterie arrivent d'Espagne en 1732 et les premiers escadrons de cavalerie en 1751. La première batterie d'artillerie, ouverte aux créoles et aux noirs, est créée en 1753, en même temps que le premier bataillon territorial de Caracas, qui supplée progressivement les petites milices coloniales réservées aux blancs. Ces unités fournissent les cadres de la guerre d'indépendance du Venezuela, et parmi eux Francisco de Miranda et Simón Bolívar. Bien que fortement influencé par les tactiques européennes, et en particulier britanniques, Simón Bolívar développe ses propres tactiques et stratégies militaires. Après l'indépendance, les forces continuent très lentement à se développer. En 1891, alors que le pays compte environ 2,5 millions d'habitants, on compte 2 950 généraux et 3 366 colonels, la plupart à titre honoraire. En 1910, les forces militaires se lancent dans un processus de modernisation, avec l'aide du Chili, de la France, de l'Italie et de l'Allemagne. L'armée joue alors un rôle politique très important. Après 1945, l'influence des États-Unis devient prédominante, et jusqu'en 1970, le matériel militaire terrestre est fourni par les États-Unis, ces derniers livrant à partir de 1983 les seuls chasseurs F-16 Falcon en service en Amérique latine jusqu'au début du XXIe siècle. Dans les années 1970, quelques initiatives françaises ont lieu avec la livraison en outre d'AMX-30 et de Mirage III/V. 
Au début des années 2000, l’armée vénézuélienne entretient encore des rapports étroits avec les États-Unis. Le général Gary Speer, commandant du Southern Command, l’exprime en mars 2002 : « Là où nous le pouvons, nous cherchons à maintenir le contact avec les militaires du Venezuela. Il y a plus de militaires vénézuéliens participant à des cours dans les académies des États-Unis que de n’importe quel autre pays. C'est extrêmement important parce qu'ils seront les futurs leaders des forces armées vénézuéliennes ».

### Après la révolution bolivarienne
Depuis la révolution bolivarienne de 1999, les relations militaires avec l'Occident sont tendues mais le Venezuela continue d'acheter des armes aux pays occidentaux. En 2006, l'administration Bush impose un embargo complet sur la vente d'armes au Venezuela. Cela contrarie le pays qui est en train de négocier de nombreux achats d'armes, notamment de sous-marins avec l'Espagne et la France, de missiles antichar avec la Suède ou d'avions avec le Brésil. La Russie devient rapidement le principal fournisseur en armes légères, engins blindés et avions de combat, la Chine fournissant de son côté des avions d'entraînement, véhicules légers et radars de surveillance. L'Iran devient également un fournisseur important, notamment avec l'achat de drones et de missiles longue portée. En 2022, des drones Mohajer sont repérés dans le pays,.

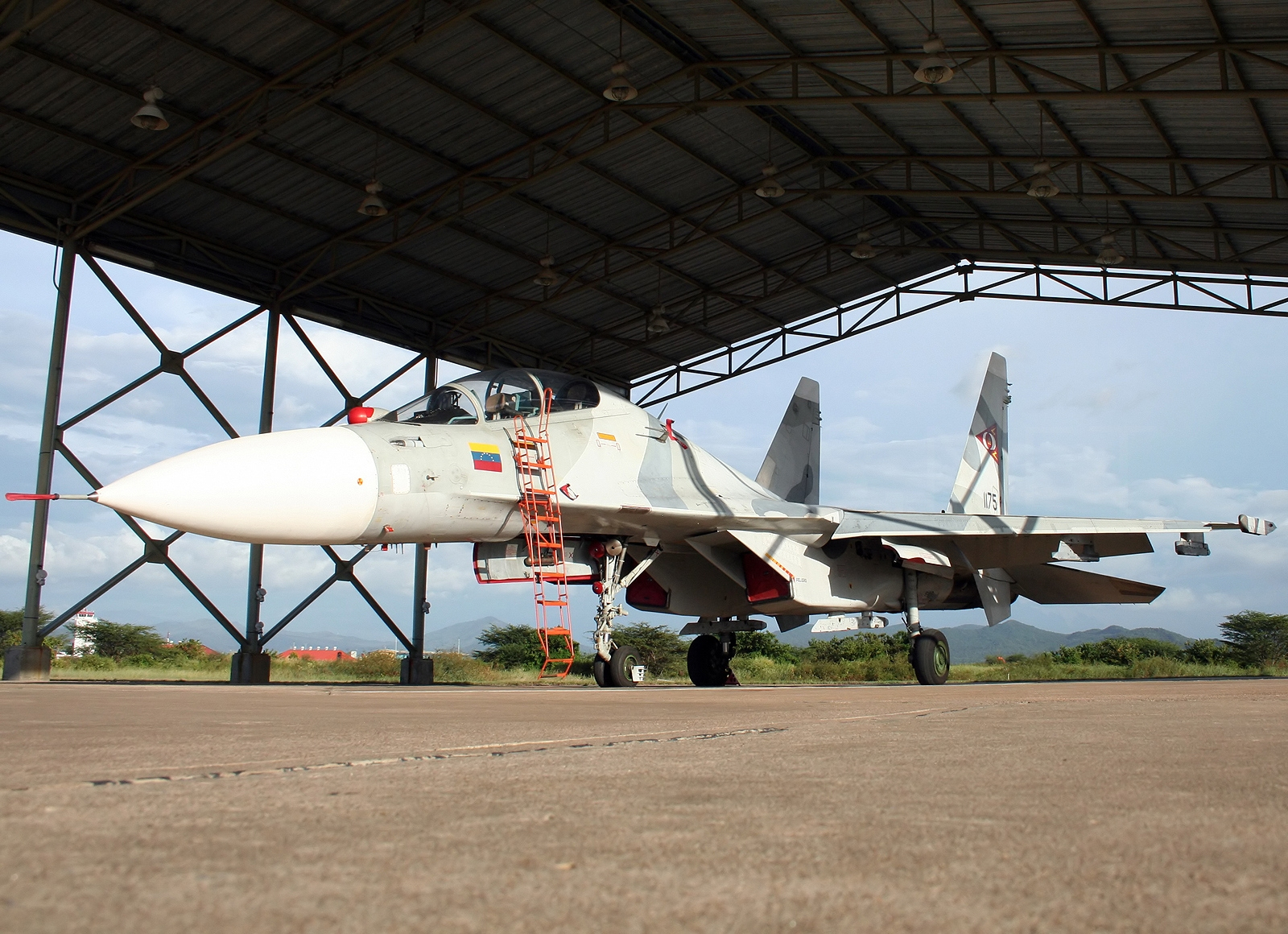
Un des 24 Soukhoï Su-30 reçus entre 2006 et 2008, un a été détruit le 17 septembre 2015. 12 autres ont été commandés en 2015.

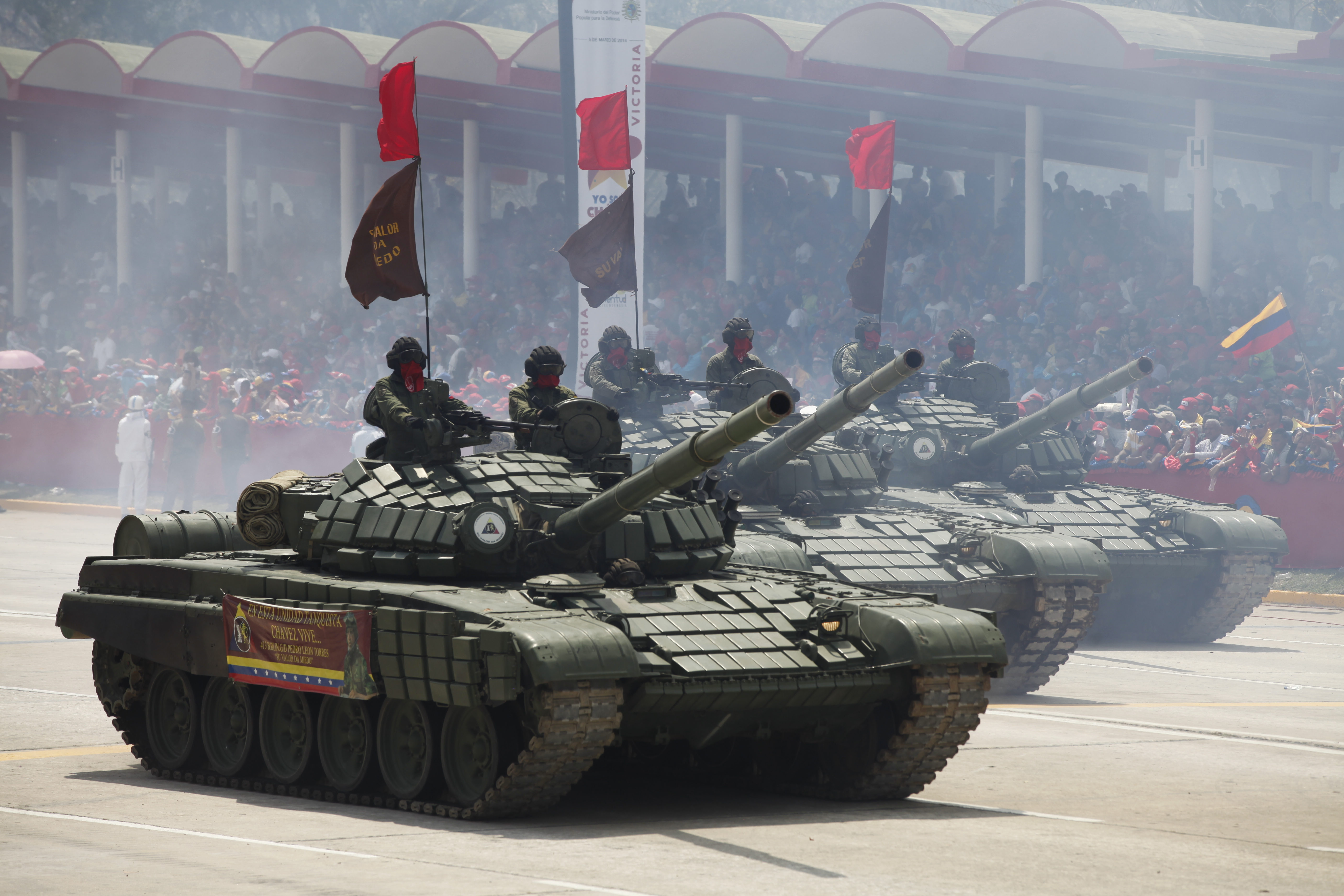
T-72 vénézuélien en 2014 lors du défilé en hommage au premier anniversaire de la mort d'Hugo Chavez.

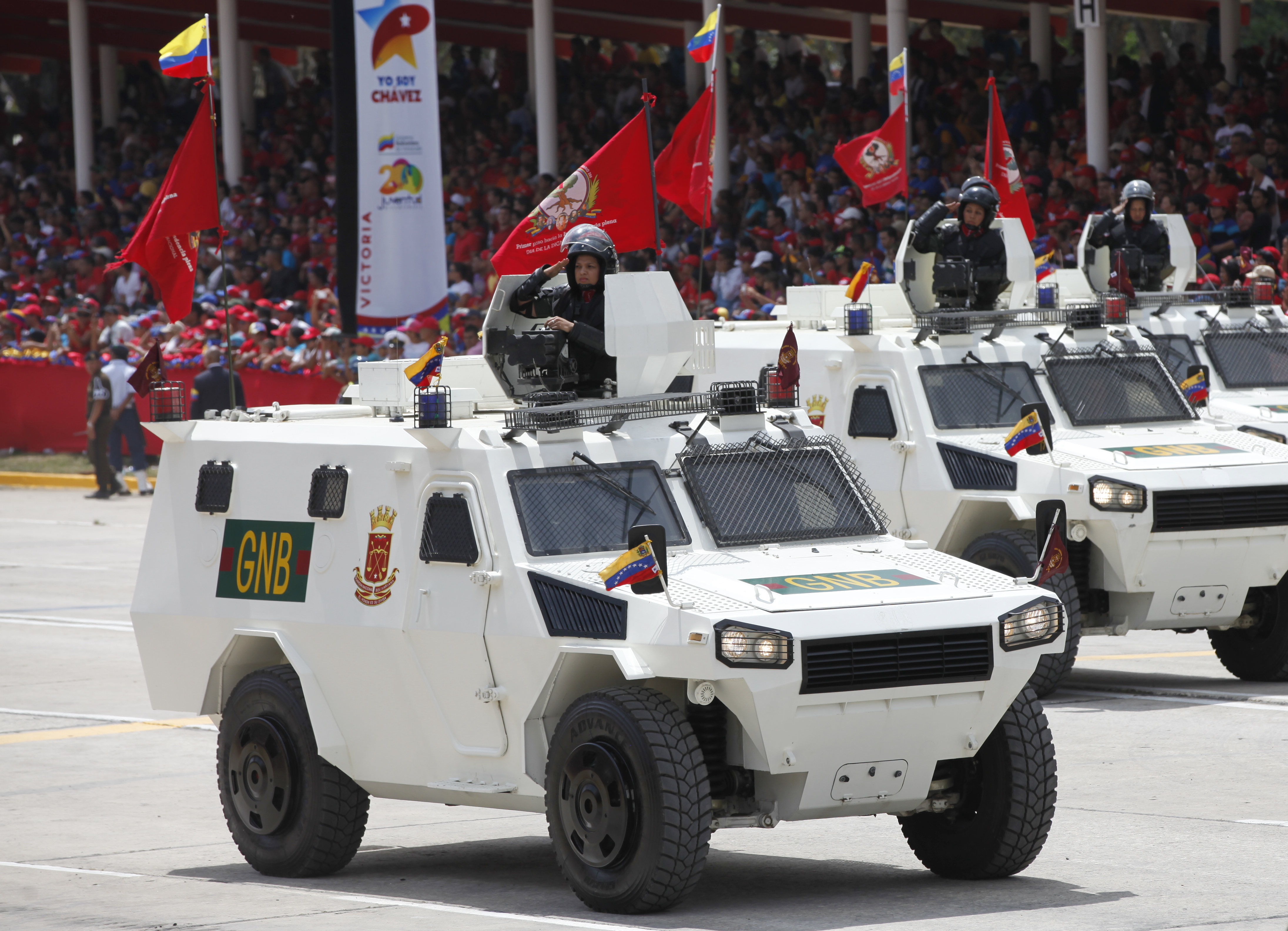
Norinco VN-4 de la garde nationale bolivarienne (GNB) en 2014.

Depuis 2000, les femmes peuvent intégrer l'armée vénézuélienne. En 2013, Carmen Meléndez devient la première femme latino-américaine à être promue amiral.
Les forces armées et la garde nationale sont chargées de protéger la souveraineté, d'assurer l'intégrité territoriale et d'aider aux opérations de sécurité et de lutte contre les trafiquants de stupéfiants. Ils disposent de capacités et de financements suffisants pour remplir les tâches de sécurité intérieure et leur rôle de protection du régime, mais les défis économiques ont affecté la disponibilité des équipements et les niveaux de formation. Des incidents tels que l'apparente tentative d'assassinat contre le président Nicolás Maduro en 2018 et l'attaque contre la Cour suprême en 2017 indiquent des tensions internes au sein des forces armées. Le Venezuela est presque complètement isolé au niveau régional, avec des frictions liées à la crise humanitaire et à la présence de groupes armés colombiens irréguliers conduisant à des déploiements de troupes près de la frontière Colombie-Venezuela. Il existe des liens étroits avec la Chine et la Russie, Caracas s'appuyant sur les deux pays pour les achats et le support technique. Les forces armées s'entraînent régulièrement et la coopération civilo-militaire s'est intensifiée. Le Venezuela a également participé à des exercices combinés conjoints avec la Chine, Cuba et la Russie. L'équipement est relativement moderne et une grande partie est de fabrication chinoise et russe. Cependant, la crise économique a affecté la capacité du gouvernement à soutenir les dépenses militaires. L'entretien et les achats ultérieurs en ont souffert. L'industrie vénézuélienne de la défense repose sur une série de petites entreprises publiques, principalement axées sur la production d'armes légères et de munitions. La production locale de plates-formes a été limitée à de petits bateaux de patrouille côtière.

## Armes légères en service (2005)
Le Venezuela a choisi d'équiper ses fantassins, fusiliers marins et parachutistes d'armes légères produites en Autriche, en Belgique, en Italie et aux États-Unis. Depuis la fin des années 1990, il s'est tourné vers la Russie. Les pistolets et PM tirent la 9 mm Parabellum. Les fusils et mitrailleuses sont chambrés pour le 5,56 mm OTAN,le 7,62 mm OTAN ou le 7,62 mm M43.

### Pistolets automatiques
- FN GP 35 (Belgique)
- Glock 17

### Pistolets mitrailleurs
- Kalachnikov AK-103 (Russie)
- Uzi (Israël)
- Beretta M12 (Italie)
- Walther MPK (RFA)

### Fusils
- FN FNC (Belgique)
- M14/M21 (USA)
- FN FAL (Belgique)
- AK-103 (Russie)

### Mitrailleuses
- FN MAG (Belgique)
- Saco M60 (USA)
- Browning M2HB (USA)
- PKM (Russie)

## Défense antiaérienne
| Radar de contrôle de tir                    | Type                        | Origine    | Nombre en service | Versions en service |
| ------------------------------------------- | --------------------------- | ---------- | ----------------- | ------------------- |
| Thales Nederland B.V Flycatcher Mk.1        | Radar de veille             | Pays-Bas   |                   | [ 15 ]              |
| Thales Nederland B.V Flycatcher Mk.2        | Radar de veille             | Pays-Bas   |                   | [ 16 ]              |
| Thales Nederland B.V Reporter               | Radar de veille et contrôle | Pays-Bas   |                   | [ 17 ]              |
| Thales Nederland B.V Mirador                | Radar de veille et contrôle | Pays-Bas   |                   | [ 18 ]              |
| Elta (en) EL/M-2106 (en)                    | Radar de veille et contrôle | Israël     |                   | [ 19 ]              |
| Northrop Grumman Corporation AN/TPS-63      | Radar de veille et contrôle | États-Unis |                   |                     |
| Westinghouse AN/TPS-43 (en)                 | Radar de veille             | États-Unis |                   |                     |
| China Electronics Technology Group JYL-1 3D | Radar de veille et contrôle | Chine      | 10                | [ 21 ]              |

| Arme             | Image  | Origine          | Type                           | Quantité en service |
| ---------------- | ------ | ---------------- | ------------------------------ | ------------------- |
| S-300VM          |        | Russie           | Missile sol-air longue portée  | 12 TEL              |
| 9K317M2 Buk-M2E  |        | Russie           | Missile sol-air moyenne portée | 9                   |
| S-125 Pechora-2M |        | Union soviétique | Missile sol-air moyenne portée | 44                  |
| 9K38 Igla-S      |        | Russie           | MANPADS                        |                     |
| Mistral          |        | France           | MANPADS                        |                     |
| Oto Melara 40L70 | thumbs | Italie           | Canon anti aérien              | 114,                |
| IMI TCM-20       | thumbs | Israël           | Canon anti aérien              | 114,                |
| ZSU 23-2         |        | Russie           | Canon anti aérien              | +200                |
| AMX-13 Rafaga    |        | France           | Canon anti aérien automoteur   | +6                  |
| M42 Duster       |        | États-Unis       | Canon anti aérien automoteur   | 6                   |